# Hermann Aichwalder
Hermann Aichwalder (* 24. Jänner 1965 in Wien) ist ein österreichischer Regisseur, Drehbuchautor und Produzent.

## Leben
Aichwalder wurde in Wien geboren. Im Jahr 1993 kam er erstmals mit der Schauspielerei in Berührung, als er bei der Walt Disney Produktion der Drei Musketiere (Regie: Stephen Herek) für eine kleine Rolle engagiert wurde. Anschließend nahm er privaten Schauspielunterricht an der Schauspielschule Pygmalion in Wien. In den darauffolgenden Jahren folgten Engagements in Film und Werbung. Im Jahr 2004 kamen ebenfalls Produktions-, Regie- und Drehbucharbeiten für diverse Image-, Werbe-, Dokumentar- und Kurzfilme hinzu.
Im Jahr 2006 produzierte er seinen ersten, selbst finanzierten Kurzfilm „The Professionals“ und 2007 den Kurzfilm „Sommerreigen“, für den er 2009 zur Vorausscheidung der 81st Annual Academy Awards (Oscarverleihung) in der Kategorie „Short Film“ von der Academy of Motion Picture Arts and Sciences eingeladen wurde. Des Weiteren lief der Film am 10. Landshuter Filmfestival im Wettbewerbsprogramm.
Im gleichen Jahr entstand ebenfalls der Kurzfilm „Too Long Fu“, bei dem er am Drehbuch mitschrieb und Regie und Produktion übernahm. Für den österreichischen TV-Sender ORF III setzte er seine Idee zu der Serie „Ramacher & Einfalt“ in Form von Drehbuch und Regie sowie die Dokumentation „Making of MuTh - Der neue Konzertsaal der Wiener Sängerknaben“ um. Darauf folgte ebenfalls eine Fortsetzung unter dem Namen „5 Jahre MuTh- Der Konzertsaal der Wiener Sängerknaben“, die auf einer ORF 2 Matinee gezeigt wurde.
2013 wurde seine Produktionsfirma AichwalderFilm von der Filmline München für den ZDF-Spielfilm „Die Seelen im Feuer“ engagiert, der zum Teil in Österreich gedreht wurde. Von 2014 bis 2018 führte er Regie bei 5 Staffeln (43 Folgen) der Talkshow „Denk mit Kultur“, die auf dem Sender ORF III ausgestrahlt wurden.
Aichwalder lebt in Baden bei Wien.

## Filmografie
- 2006: The Professionals Short Film (Drehbuch, Regie & Produzent)
- 2007: Sommerreigen (Kurzfilm)
- 2009: Too Long Fu (Kurzfilm, Drehbuch, Regie & Produzent)
- 2009: Peterchen und der Wolf (Kurzfilm; Drehbuch, Regie & Produzent)
- 2011: Mostviertler Kleinkunstpreis (TV - Broadcasting, Regie)
- 2012: Ramacher & Einfalt (Dokumentarfilm, Regie & Drehbuch)
- 2012: Making of MuTh - Der neue Konzertsaal der Wiener Sängerknaben (Kurzdokumentation, Regie & Drehbuch)
- 2014: Internal Games Film (Drehbuch)
- 2014–2018: Denk mit Kultur (TV-Serie)
- 2017: 5 Jahre MuTh - Der Konzertsaal der Wiener Sängerknaben (TV-Doku, Regie & Drehbuch)
- 2018: Die Bourbonen in Lanzenkirchen (TV-Doku, Regie)
- 2020: MAZ für Licht ins Dunkel ORF III (Regie)
- 2021: Max & Mary (Drehbuch)

## Auszeichnungen
- 2011: Niederösterreichischer Landeswerbepreis Goldener Hahn in der Kategorie „Film und Animation“ für den Werbefilm „Bogner“[7]

## Mitgliedschaften
- ADA Austrian Director Association[1][8]